# Артемьевское
Артемьевское — деревня в Степановском сельском поселении Галичского района Костромской области России.

## География
Деревня расположена у автодороги Судиславль — Солигалич Р100, на берегу реки Едомша.

## История
Согласно Спискам населённых мест Российской империи в 1872 году деревня относилась к 2 стану Галичского уезда Костромской губернии. В ней числилось 16 дворов, проживало 62 мужчины и 69 женщин.
Согласно переписи населения 1897 года в деревне проживало 154 человека (60 мужчин и 94 женщины).
Согласно Списку населённых мест Костромской губернии в 1907 году деревня относилась к Быковской волости Галичского уезда Костромской губернии.
До муниципальной реформы 2010 года деревня также входила в состав Степановского сельского поселения.

## Население
| 2008 | 2010 | 2012 | 2014 |
| ---- | ---- | ---- | ---- |
| 24   | ↗32  | ↘23  | ↗24  |

## Инфраструктура
Личное подсобное хозяйство с зоной сельскохозяйственного использования, индивидуальная застройка усадебного типа.  
По сведениям волостного правления за 1907 год в деревне числилось 28 крестьянских дворов и 168 жителей. Основным занятием жителей деревни, помимо земледелия, был малярный промысел.

## Транспорт
Деревня доступна автотранспортом.  